# East Fremantle
East Fremantle è un sobborgo situato nell'area metropolitana di Perth, in Australia Occidentale; esso si trova a sud-ovest del centro cittadino ed è la sede della Città di East Fremantle. Al censimento del 2006 contava 6.697 abitanti.